# Pothos junghuhnii
Pothos junghuhnii är en kallaväxtart som beskrevs av De Vriese. Pothos junghuhnii ingår i släktet Pothos och familjen kallaväxter. Inga underarter finns listade.